# راه‌آهن استونی
راه‌آهن استونی (به استونیایی: Eesti Raudtee) شرکت ملی راه‌آهن در کشور استونی است که در سال ۱۹۹۲ میلادی تأسیس شده است.
این شرکت دارای ۶۹۱ کیلومتر خطوط ریلی است که در زمینه جابه‌جایی بار و کالا در داخل استونی و حمل به روسیه و لتونی فعالیت میکند.